# Bambecque

Bambecque este o comună în departamentul Nord, Franța. În 1 ianuarie 2022 avea o populație de 842 de locuitori.